# Galáxia Anã de Carina
A Galáxia Anã de Carina é uma galáxia satélite da Via Láctea e faz parte do Grupo Local. Encontra-se na constelação austral de Carina, a 330.000 anos-luz da Terra. Com um diâmetro de aproximadamente 2.000 anos-luz, é uma galáxia anã esferoidal muito tênue de magnitude visual 11,3.
A Galáxia Anã de Carina parece ter três episódios distintos de formação estelar, há 15000, há 7000 e há 3000 milhões de anos. Mais da metade das estrelas nasceram no meio episódio, há 7000 milhões de anos. Apenas 10-20% das estrelas se formaram no primeiro período, e a galáxia manteve-se inativa durante cerca de 4000 milhões de anos.
Foi descoberta, em 1977, pelo UK Schmidt Telescope.